# Keytesville
Keytesville és una població dels Estats Units a l'estat de Missouri. Segons el cens del 2000 tenia 533 habitants.

## Demografia
Segons el cens del 2000, Keytesville tenia 533 habitants, 253 habitatges, i 129 famílies. La densitat de població era de 294 habitants per km².
Dels 253 habitatges en un 22,5% hi vivien nens de menys de 18 anys, en un 40,7% hi vivien parelles casades, en un 7,1% dones solteres, i en un 49% no eren unitats familiars. En el 45,5% dels habitatges hi vivien persones soles el 27,7% de les quals corresponia a persones de 65 anys o més que vivien soles. El nombre mitjà de persones vivint en cada habitatge era de 2,07 i el nombre mitjà de persones que vivien en cada família era de 2,96.
Per edats la població es repartia de la següent manera: un 21,8% tenia menys de 18 anys, un 7,3% entre 18 i 24, un 23,3% entre 25 i 44, un 21,4% de 45 a 60 i un 26,3% 65 anys o més.
L'edat mediana era de 44 anys. Per cada 100 dones de 18 o més anys hi havia 80,5 homes.
La renda mediana per habitatge era de 25.000 $ i la renda mediana per família de 35.568 $. Els homes tenien una renda mediana de 25.156 $ mentre que les dones 16.071 $. La renda per capita de la població era de 14.699 $. Entorn del 10,9% de les famílies i el 16,4% de la població estaven per davall del llindar de pobresa.

## Poblacions més properes
El següent diagrama mostra les poblacions més properes.